# جهاز فحص الأسلاك
جهاز فحص الأسلاك (بالإنجليزية: Cabel tester)‏ هو جهاز إلكتروني يُستخدم للتحقق من الاتصالات الكهربائية في سلك الإشارة أو أي تجميع سلكي آخر. تُعد أجهزة فحص الأسلاك الأساسية أجهزة اختبار استمرارية للتحقق من وجود مسار موصل بين طرفي السلك، وتحقق من التوصيل الصحيح للمقابس في السلك. أما أجهزة فحص الأسلاك المتقدمة، فتستطيع قياس خصائص نقل الإشارة في السلك مثل مقاومته، وتوهين الإشارة، والضوضاء والتداخل.

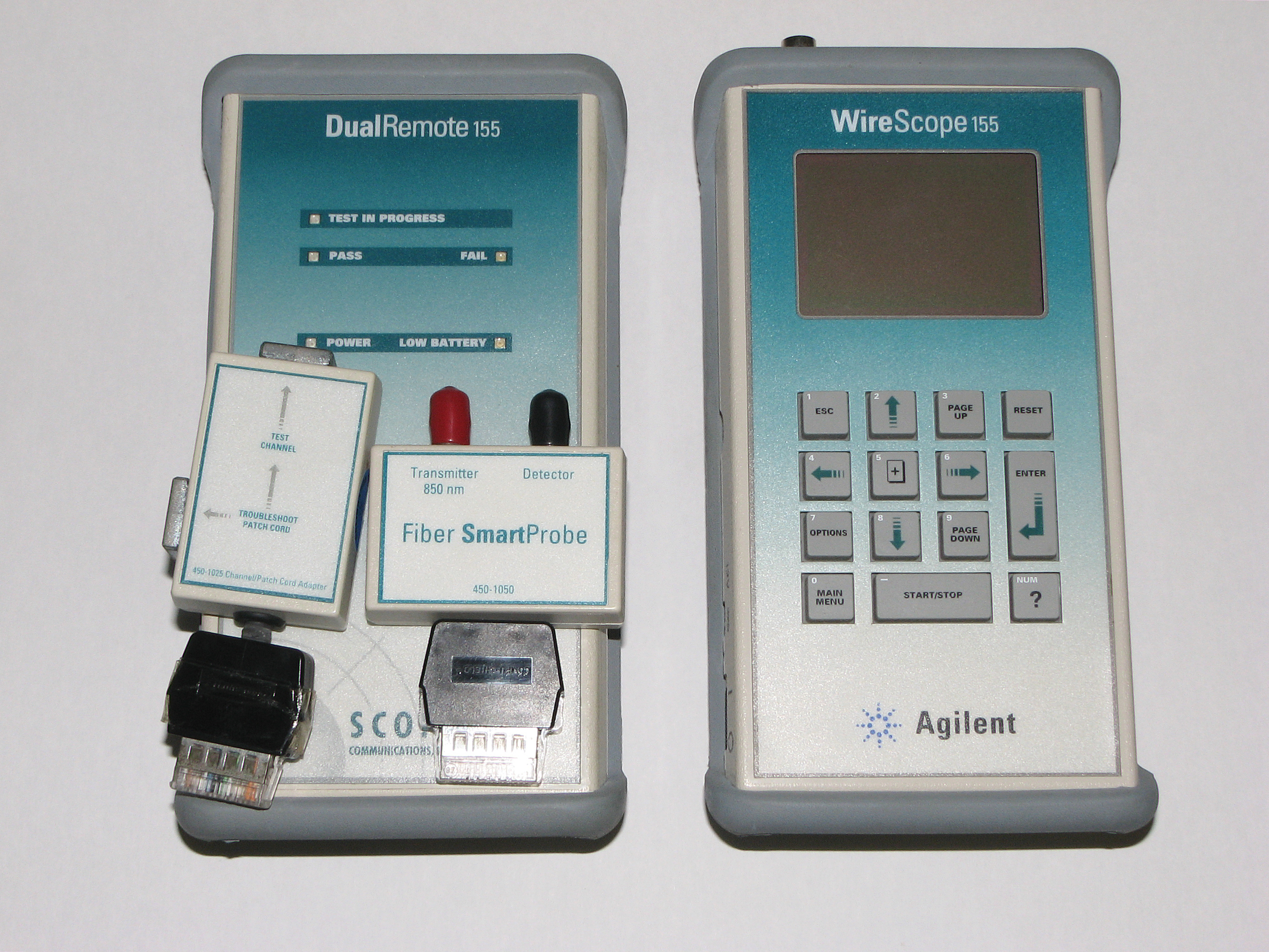
جهاز اختبار وتحليل الأسلاك المجدولة وأسلاك الألياف الضوئية.